# Jüdischer Friedhof Templin

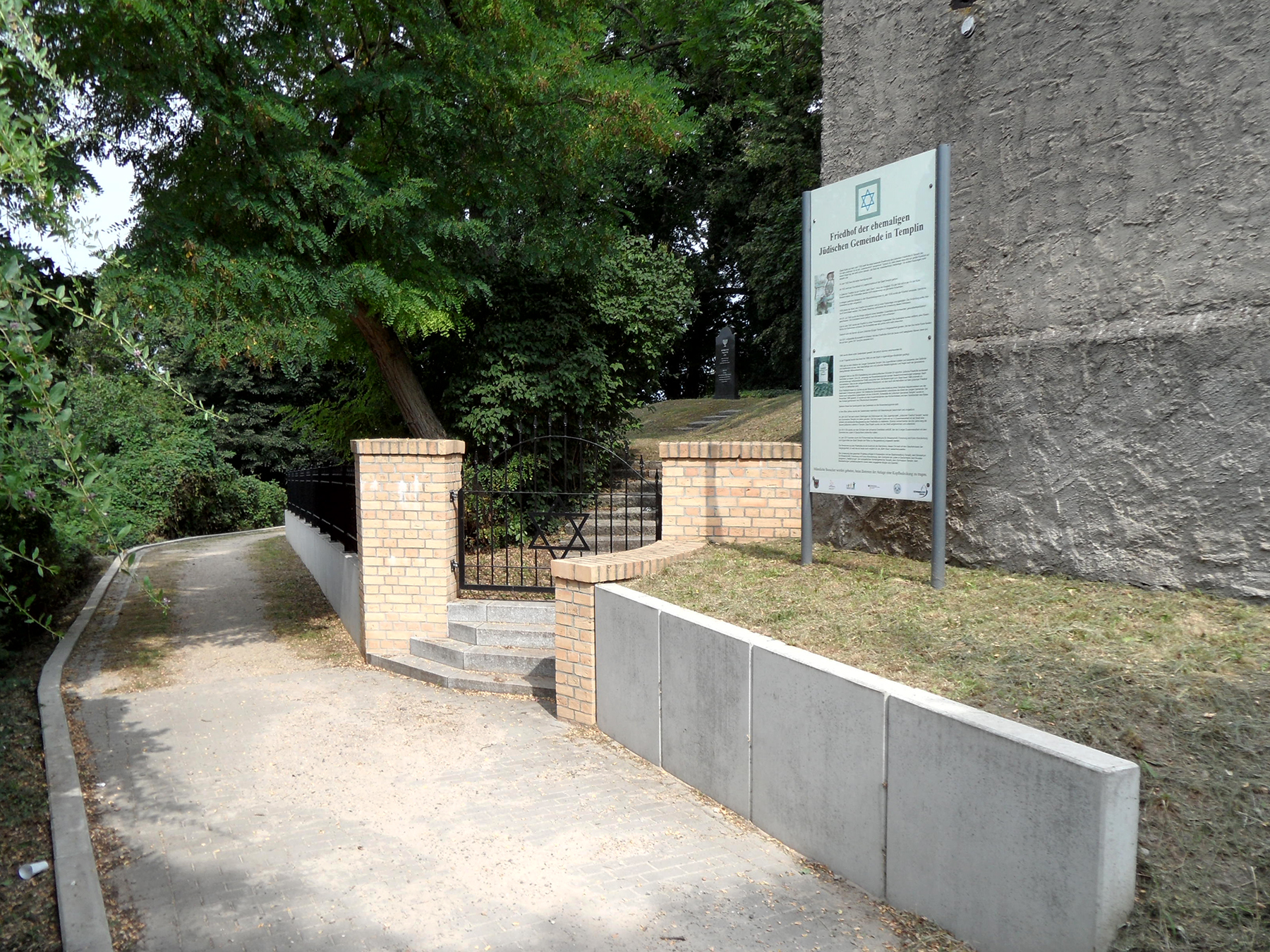
Eingang des Friedhofs (August 2015)

Der Jüdische Friedhof Templin befindet sich am Poetensteig außerhalb der Stadtmauern vor dem Berliner Tor in der Stadt Templin im Landkreis Uckermark in Brandenburg.
Der knapp 600 m² große Friedhof liegt auf einem kleinen Hügel, der von einer Begrenzungsmauer mit Zaun und Tor umgeben ist. Auf ihm sind nur noch wenige Fragmente von Grabsteinen erhalten.

## Geschichte
Der jüdische Friedhof in Templin mit 600 m² ist erstmals auf einer Karte aus dem Jahre 1760 verzeichnet. 1811 wurde er „um 12 Fuß in der Länge und 8 Fuß in der Breite“ vergrößert. Nachweisbar sind Beerdigungen ab dem 21. Januar 1793. Durch den Wegzug in die Großstadt Berlin lebten um 1920 nur noch wenige Juden in Templin. Sehr wahrscheinlich fand mit der Beisetzung des Templiner Juden Stavenhagen im Jahre 1922 die letzte Bestattung statt. Der Friedhof war 1923 als städtisches Eigentum erfasst, ohne dass seine Zweckbestimmung als ewige Begräbnisstätte angezweifelt wurde. Noch im Mai 1936 beschied die Stadt einen Antrag der Kreisbauernschaft abschlägig, das Gelände des Friedhofes einzuziehen, da in Templin keine Juden mehr wohnten, und der Kreisbauernschaft zur weiteren Nutzung zu übereignen.
Im November 1938 erschien in einem antisemitischen Artikel der Templiner Zeitung unter dem Titel „Fort mit der Judenbegräbnisstätte!“ die Forderung, den Friedhof abzutragen. In der Zeit des Nationalsozialismus wurde der Friedhof mehrfach geschändet und schrittweise zerstört. Bei den Novemberpogromen im Herbst 1938 wurden sämtliche Grabmäler umgestürzt. Am 20. Juli 1940 wurde der Friedhof aufgrund eines bestellten Gutachtens des Amtsarztes „gesundheitspolizeilich“ geschlossen, um die Fläche in eine Erholungs- und Parkanlage verwandeln zu können. Zunächst wurde ein Luftschutzbunker in den Hügel hineingebaut, wodurch jüdische Gräber zerstört wurden.
1945/46 und ab 1951 wurden die noch vorhandenen Grabsteine und Grabsteinfragmente beseitigt, das Gelände eingeebnet und eine Rasenfläche mit Parkbänken angelegt. 1960 wurde durch Arbeiter der „PGH Gemeingut-Produktionsgenossenschaft“ des Steinmetzhandwerks ein Gedenkstein gefertigt, der später durch einen Standardgrabstein mit gleicher Inschrift ersetzt wurde. 1962 wurde die Ruhestätte der jüdischen Gemeinde Templin Volkseigentum und verwahrloste und verwilderte ohne Pflege in den folgenden Jahrzehnten immer mehr.
Im Herbst 1988 wurde der Friedhof, soweit möglich, für die geplanten Gedenkveranstaltungen am 9. November wieder hergerichtet. und die Böschungskante aus Feldsteinen erneuert. 2011 wurde die Umgestaltung des Friedhofs mit einer neuen Begrenzungsmauer mit Zaun und Tor, der Erneuerung der Treppenstufen und einer Informationstafel abgeschlossen.

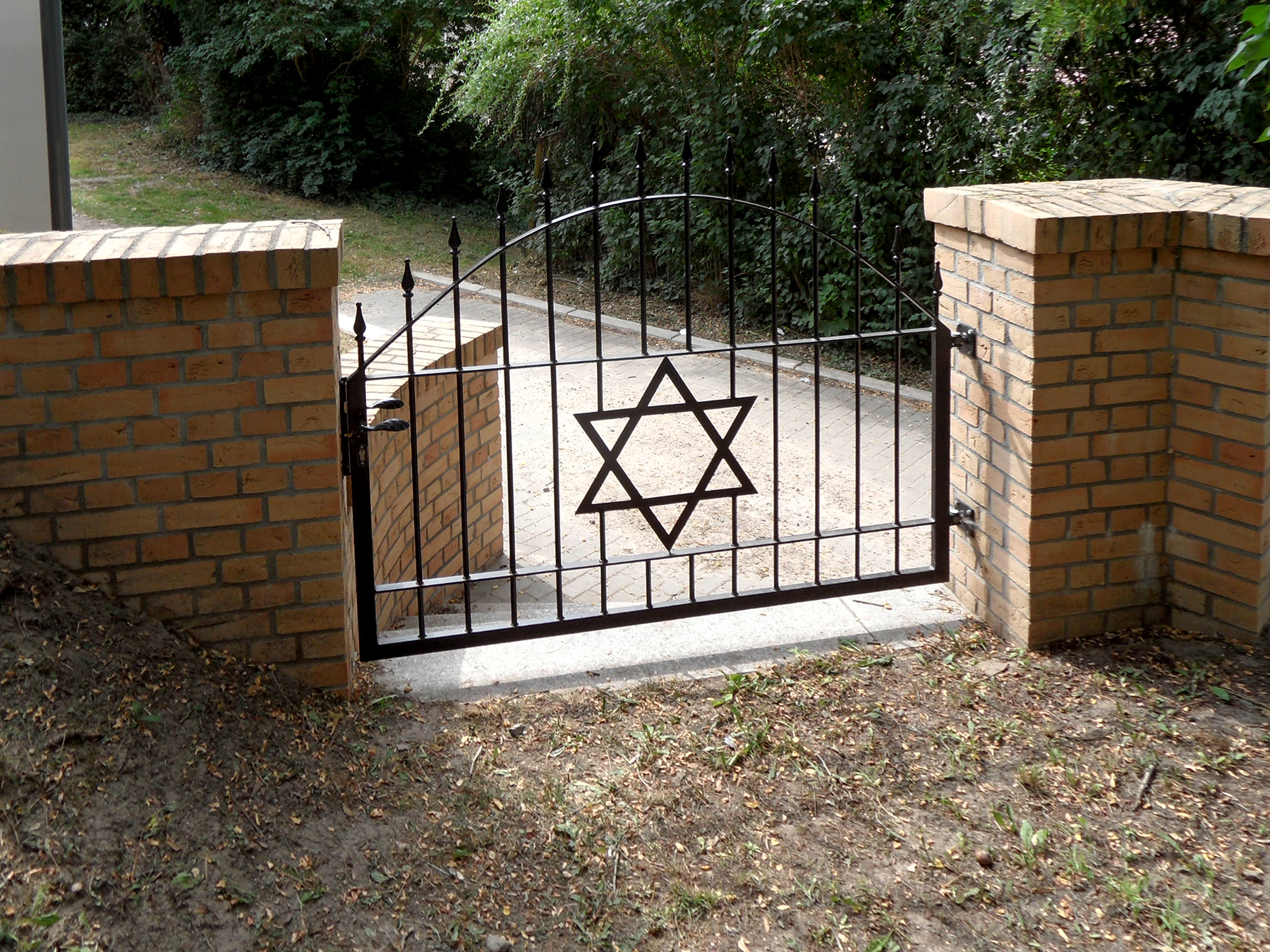
Eingang
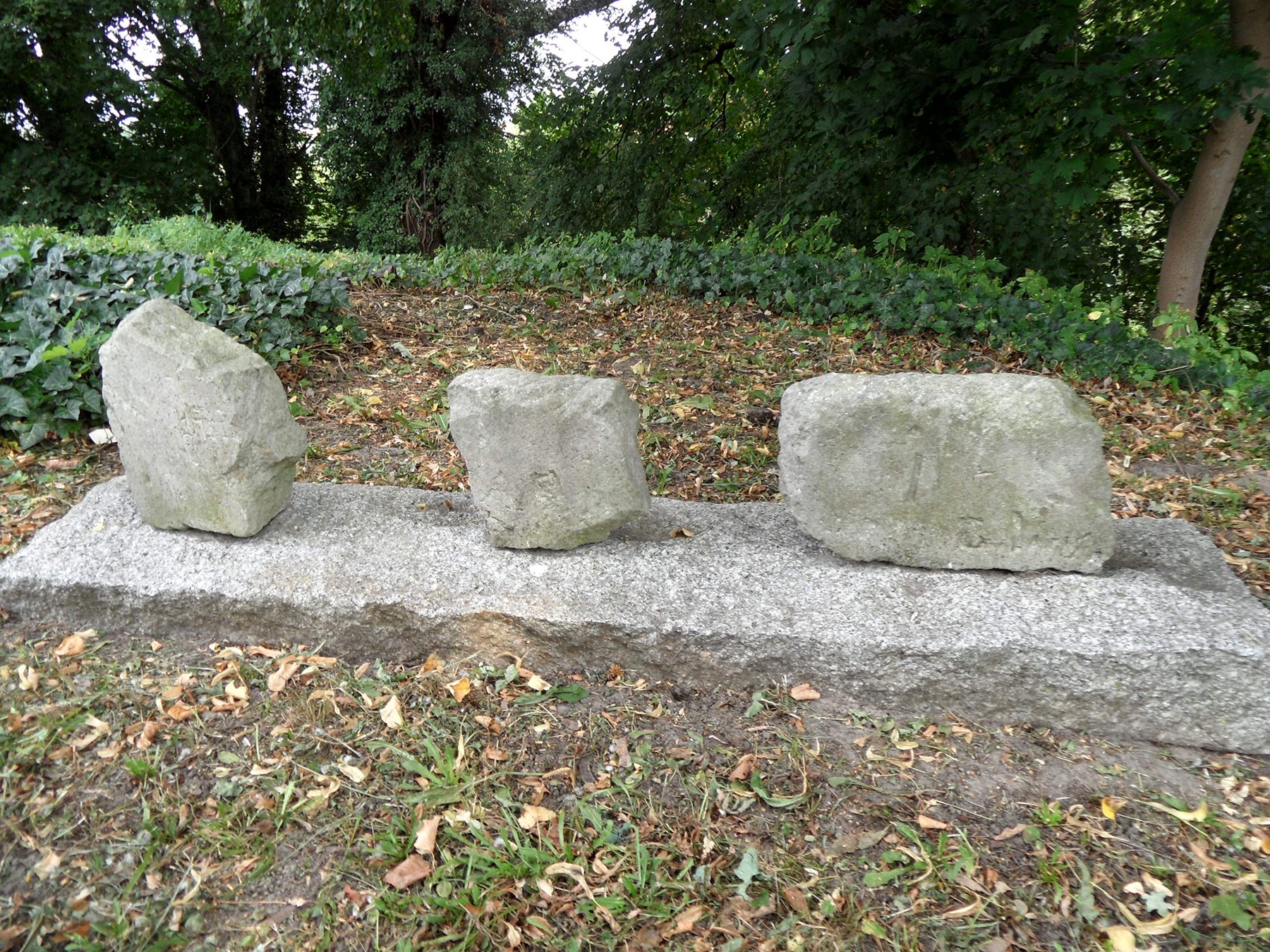
Grabsteinfragmente
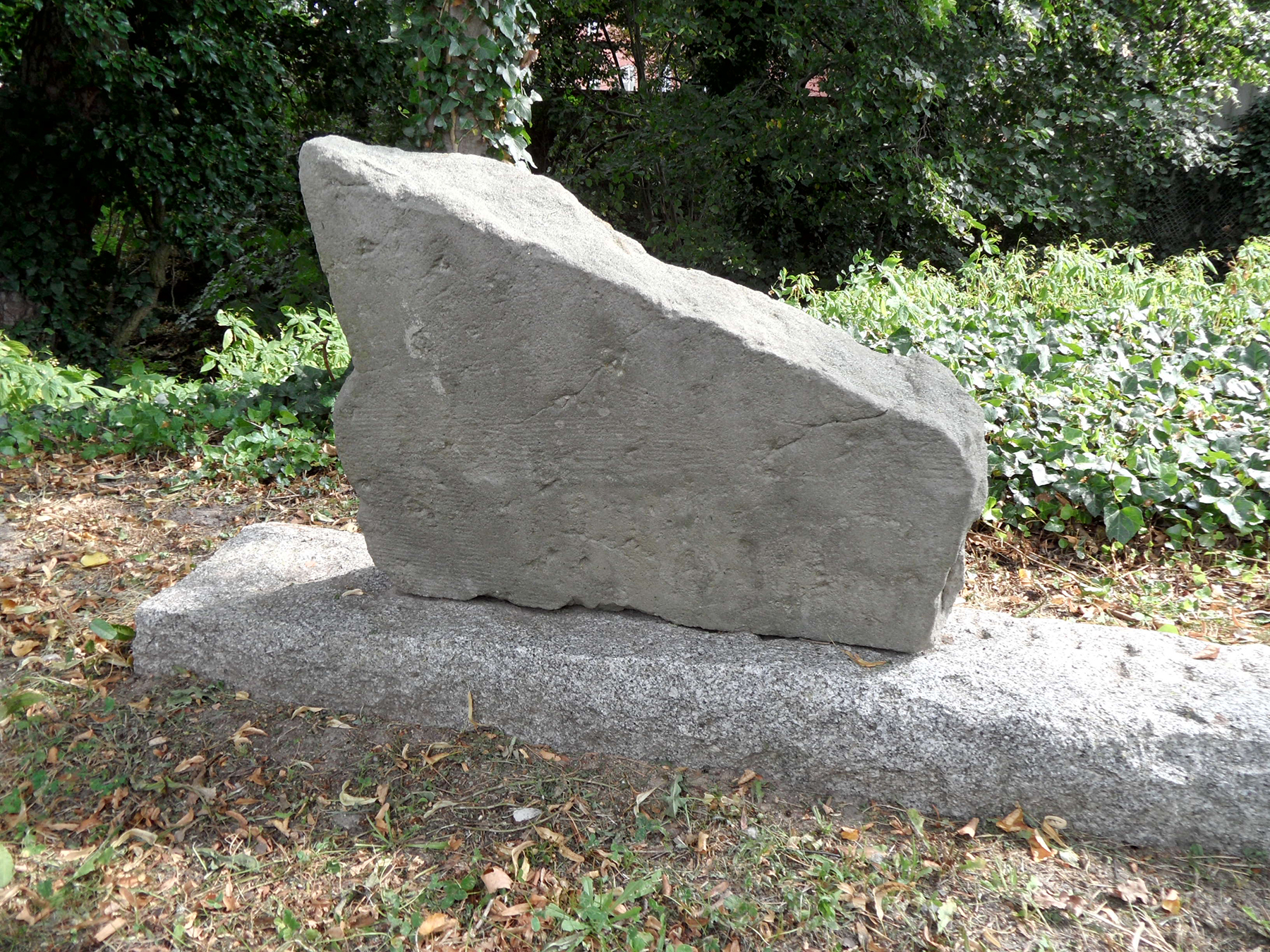
Grabsteinfragment
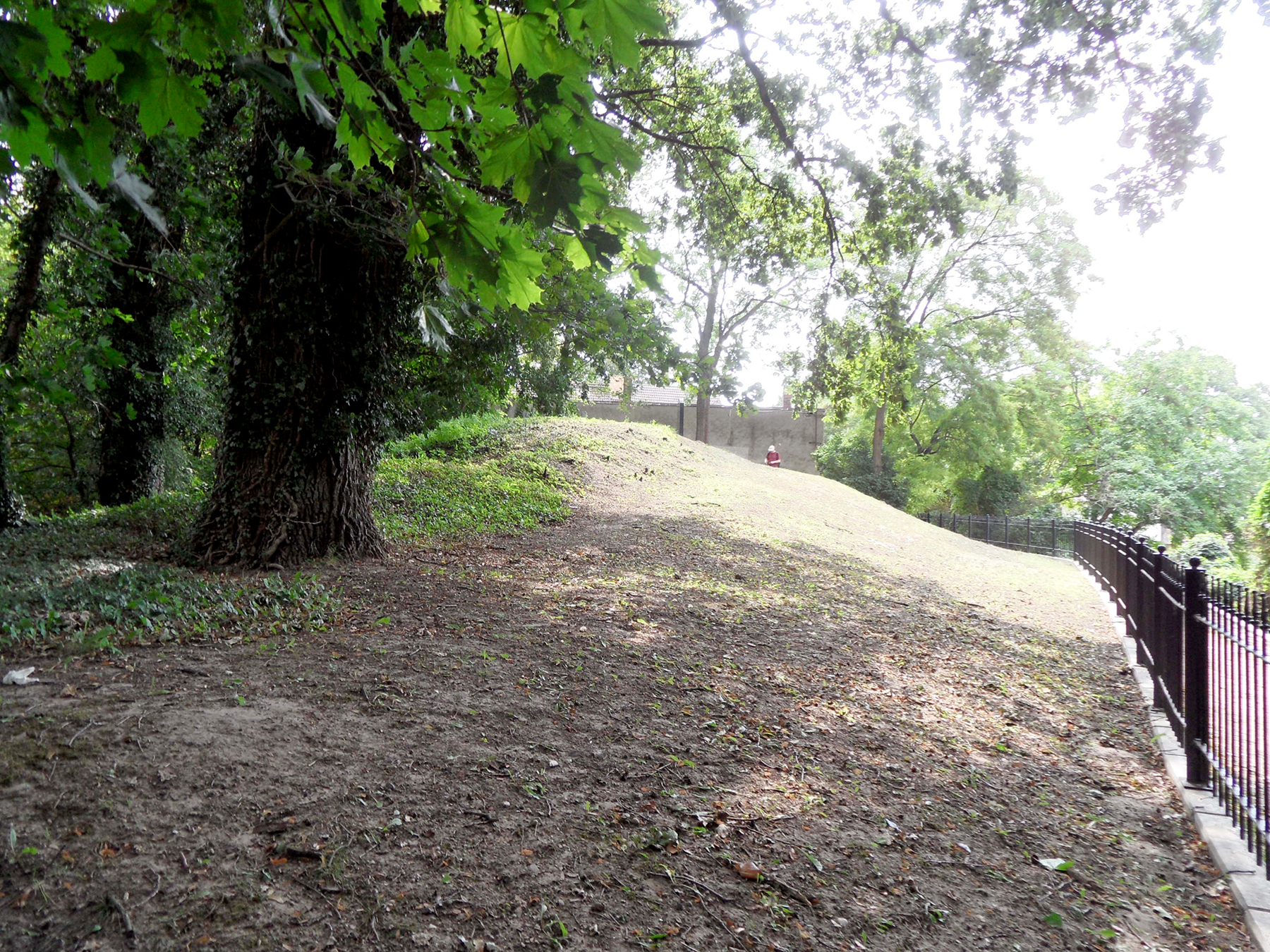
Umzäuntes Friedhofsareal

## Gedenken

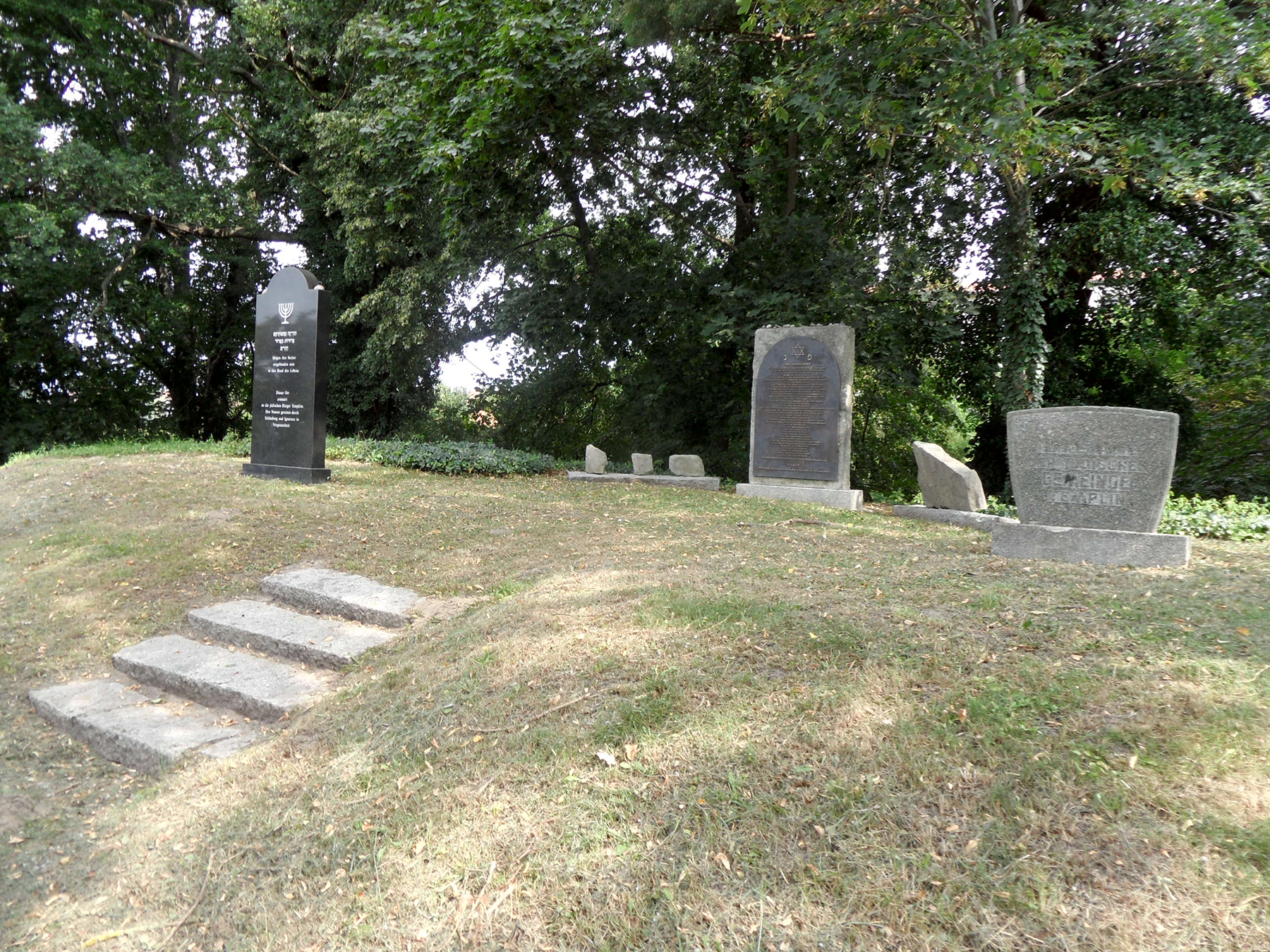
Gedenksteine
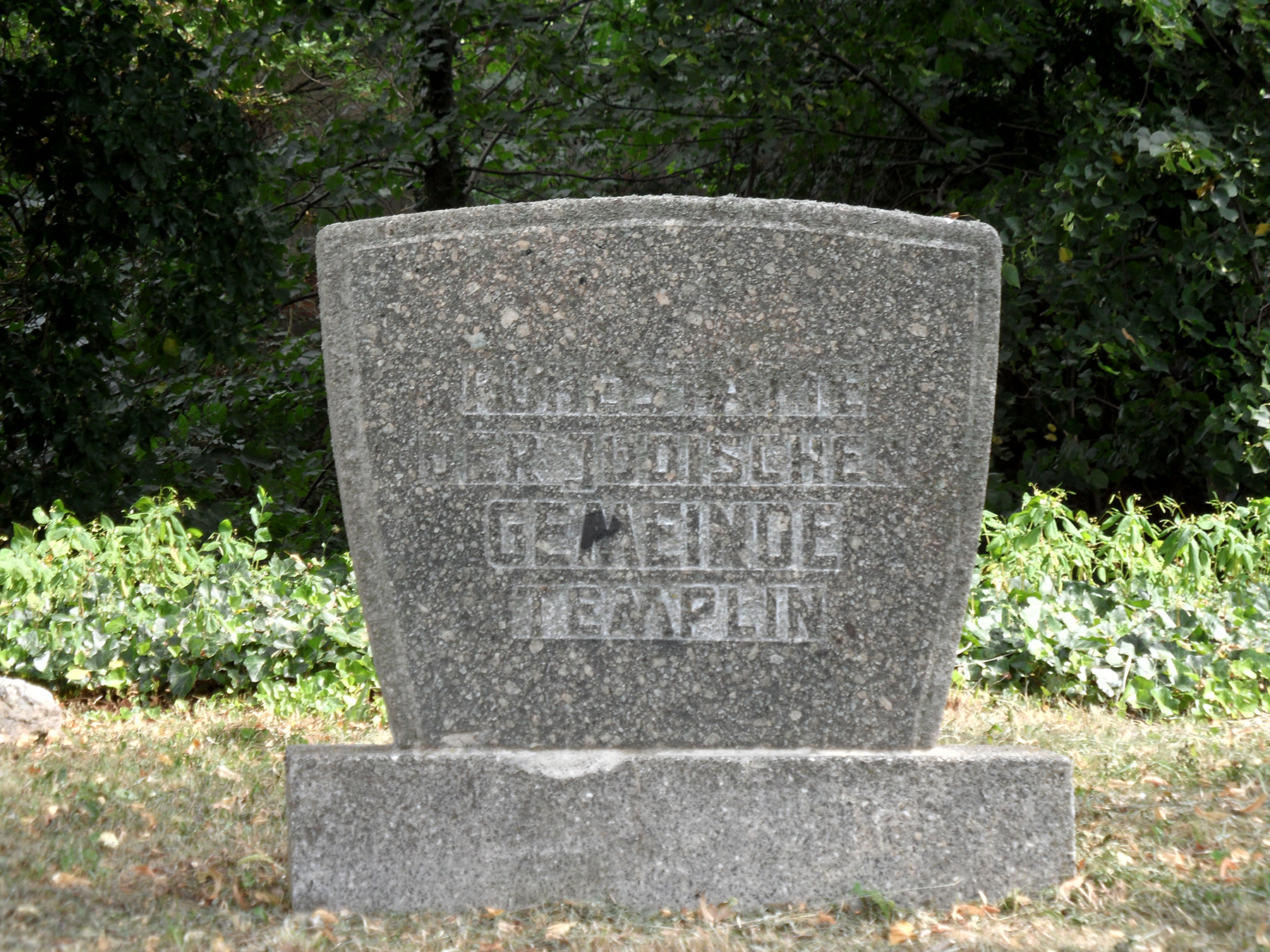
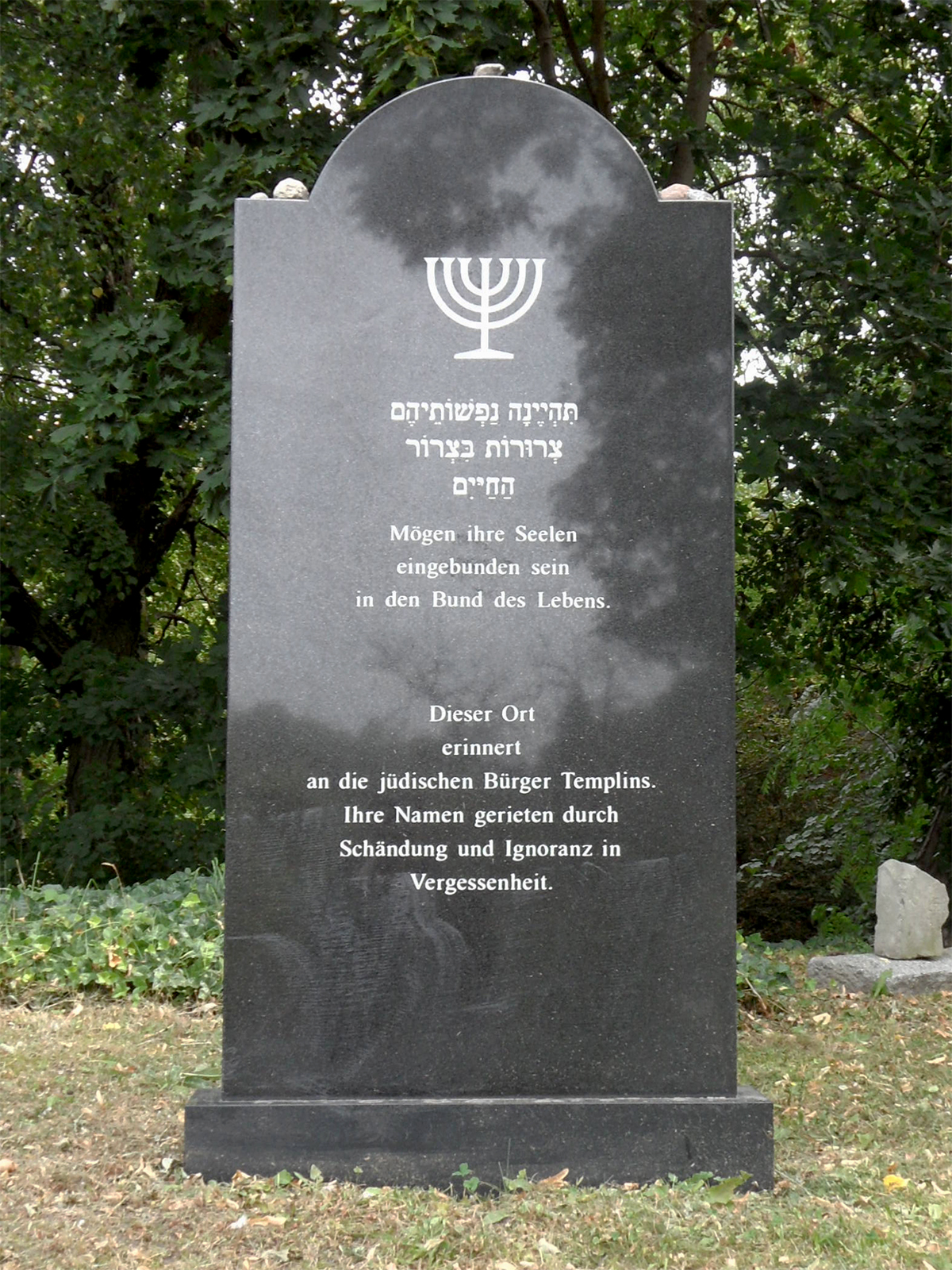
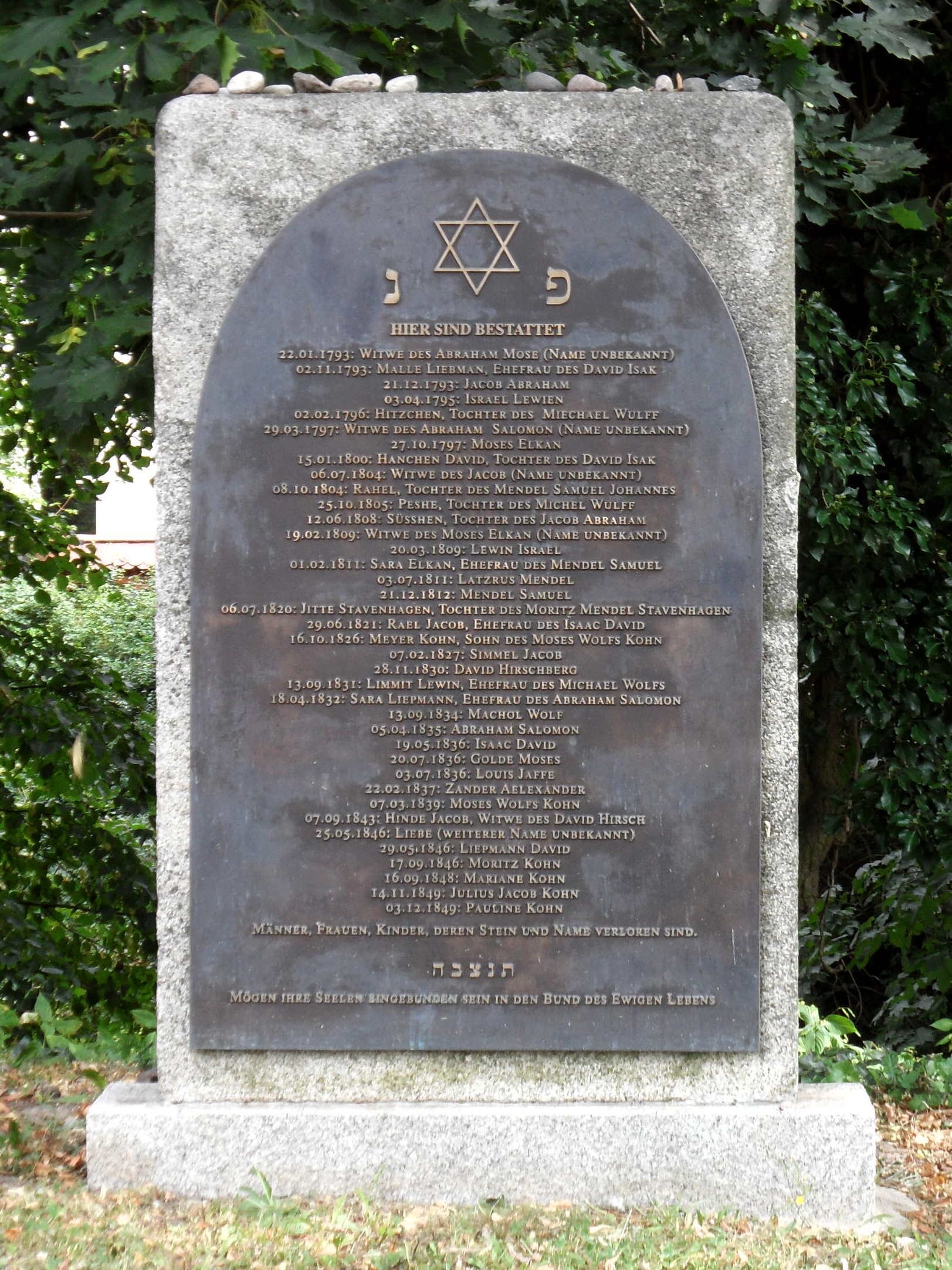

Am Eingang des Friedhofes informiert eine Tafel über die Geschichte des Ortes. Innerhalb der Friedhofsmauern führt eine Treppe zum Hügel mit vier Gedenk- und Erinnerungssteinen. Ein 1960 gefertigter und 1988 ersetzter Gedenkstein trägt die Inschrift „Ruhestätte der jüdischen Gemeinde Templin“, ein zweiter in hebräisch und deutsch „Mögen ihre Seelen eingebunden sein in den Bund des Lebens. Dieser Ort erinnert an die jüdischen Bürger Templins. Ihre Namen gerieten durch Schändung und Ignoranz in Vergessenheit“. Ein dritter Gedenkstein wurde im Jahr 2008 aufgrund einer Initiative des Gymnasiums Templin aufgestellt. Er trägt die Namen von 38 Kindern, Frauen und Männern, deren Grabsteine nicht mehr existieren und ist auch denjenigen dort beigesetzten Menschen gewidmet, deren Namen nicht mehr ermittelbar waren. 2015 wurde ein Namensstein mit einer Tafel von weiteren 20 Verstorbenen ergänzt.
Bedingt durch die Zerstörung der jüdischen Gemeinde der Stadt Templin durch das NS-Regime existieren nur noch wenige Unterlagen über den jüdischen Friedhof. Im Jahr 2009 erstellte die Jugend-Projektgruppe „Jüdischer Friedhof Templin“ des Gymnasiums Templin unter Leitung ihres Religionslehrers eine Broschüre zu den „Spuren jüdischen Lebens in Templin“, initiierte im Laufe mehrerer Jahre die Errichtung der Gedenksteine und setzte sich für die Wiederherstellung des Friedhofes nach jüdischem Brauch ein.